# Зірка (фільм, 1964)
«Зірка» (інша назва: «Любов і лімандри») (азерб. «Ulduz») — радянська музична кінокомедія 1964 року, знята на кіностудії «Азербайджанфільм».

## Сюжет
Музична кінокомедія про кохання двох молодих людей, а також працю в колгоспі. Фільм поставлений за однойменною опереттою композитора Сулеймана Алескєрова.

## У ролях
- Таміла Рустамова — Зірка (дублювала Аміна Юсіфкизи)
- Ягіазаров Гаджі Мурат — Бахтіяр (дублював Мухліс Джанізаде)
- Лютфалі Абдуллаєв — Магомед
- Насіба Зейналова — Зулейха
- Малейка Агазаде — Назіля
- Башир Сафароглу — Гулумшаров (дублював Ісмаїл Ефендієв)
- Гаджибаба Багіров — Мовсун (дублював Малік Дадашов)
- Сіявуш Аслан — Шубай (дублював Гасан Турабов)
- Сугра Багірзаде — Етар
- Бахадур Алієв — Гадир
- Азизага Гасимов — Аліш
- Наджиба Бейбутова — Тамам
- Мамедсадих Нурієв — Байрам
- Фазіль Салаєв — фотограф
- Раміз Меліков — селянин
- Гаджи Ісмаїлов — танцівник
- Мірзабаба Меліков — селянин
- Алігейдар Гасанзаде — Абілкасум
- Азад Дадашов — Махір

## Знімальна група
- Оригінальний текст: Сулейман Аскеров
- Автори сценарію: Агарза Гулієв, Хусейн Наджафов, Юлій Фогельман
- Лібретто: Сабіт Рахман
- Режисер-постановник: Агарза Гулієв
- Оператор-постановник: Юлій Фогельман
- Художник-постановник: Каміль Наджафзаде
- Композитор: Сулейман Алескеров
- Режисер: Ніяз Шаріфов
- Художник-костюмер: Фаїг Ахмедов
- Звукооператор: Шаміль Карімов
- Редактор: Хусейн Наджафов
- Асистенти режисера: Л. Берладир, Аскер Ісмаїлов
- Асистенти оператора: Едуард Галакчієв, Валерій Керімов
- Асистент художника: А. Азізов
- Художник-гример: Є. Скаченкова, Тельман Юнусов
- Другий оператор: Юлій Фогельман
- Другий художник: Н. Харбіков
- Оркестр: Азербайджанський оркестр музичної театральної комедії
- Музикант і диригент: Сулейман Алескеров
- Директор фільму: Башир Гулієв
- В фільмі співають: Лютфіяр Іманов, Мірза Бабаєв, Мобіл Ахмедов, Лютфалі Абдуллаєв, Насіба Зейналова